# 阿伯蒂比湖
48°40′N 79°45′W / 48.667°N 79.750°W

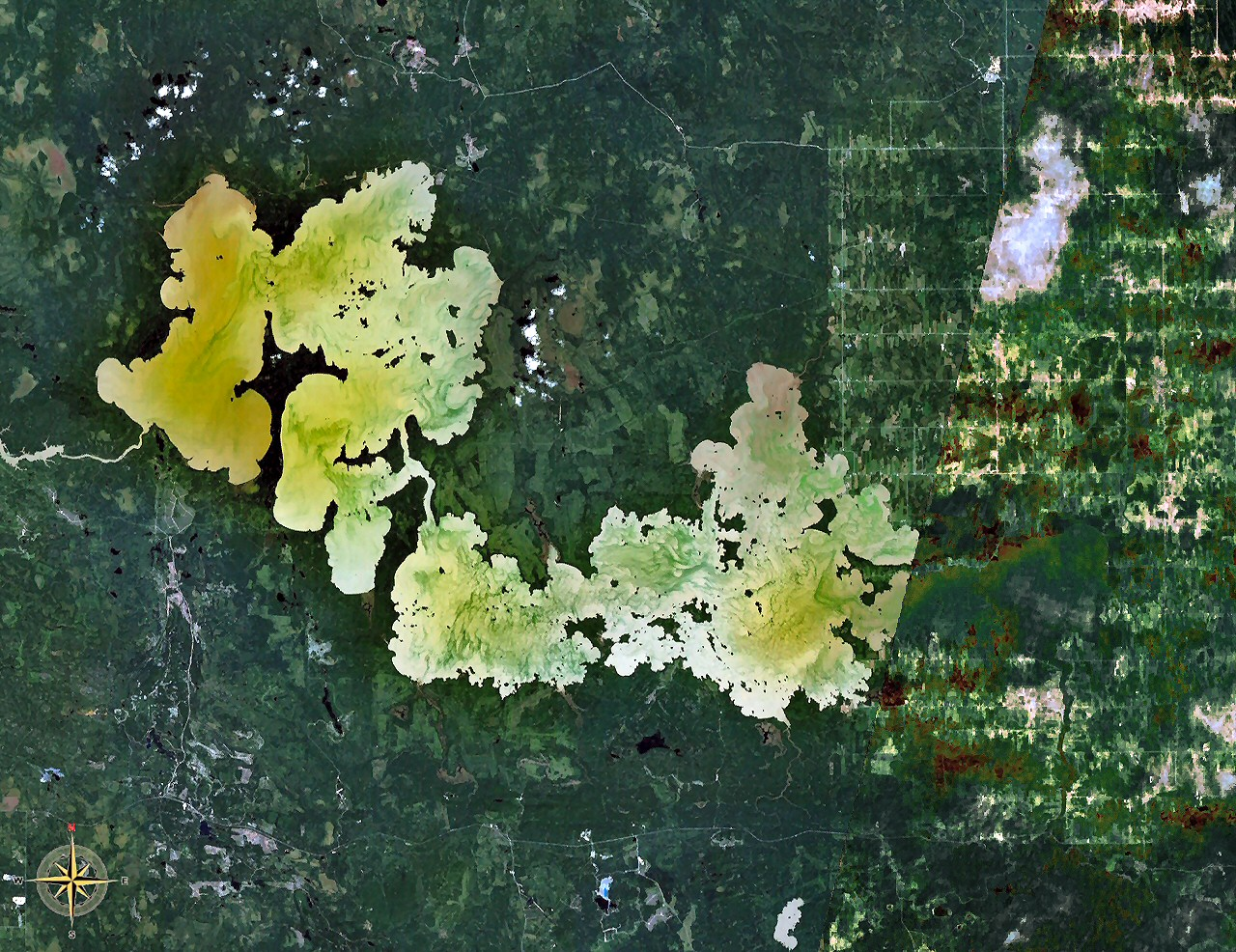

阿伯蒂比湖是加拿大的湖泊，位於安大略省和魁北克省之間的分界線，長75公里，面積932平方公里，海拔高度265米，平均水深3.5米，最大水深15米，蓄水量2.5立方公里。

## 外部連結
- Canadian Model Forests Network[]